# Adesmus meinerti
Adesmus meinerti là một loài bọ cánh cứng trong họ Cerambycidae.